# 社會主義憲法節

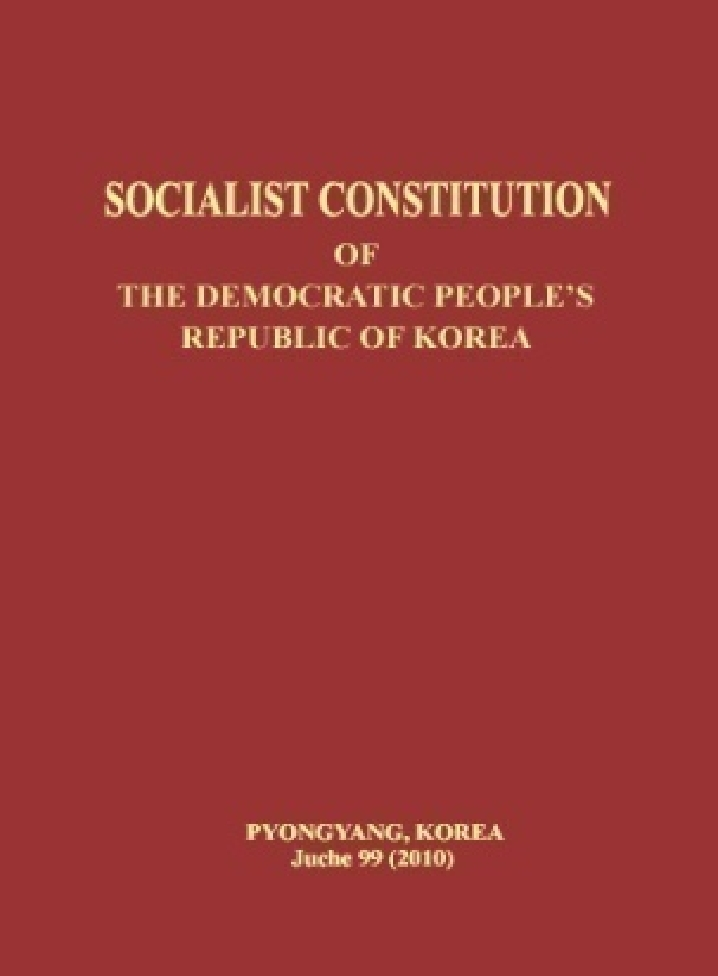
朝鲜宪法（2010年）

社会主义宪法节（朝鲜语：사회주의 헌법절／社會主義憲法節）是朝鲜民主主义人民共和国的法定节日，定于每年的12月27日，旨在纪念1972年12月27日《朝鲜民主主义人民共和国社会主义宪法》的颁布。该宪法是朝鲜现行宪法，历经多次修订，最新一次修宪于2024年完成，具体条文尚未公布。

## 节日活动
节日期间，朝鲜会举行报告大会、学术研讨会等活动，同时官方媒体如《劳动新闻》会刊登专题文章，宣扬宪法的精神和历史等。
2022年，朝鲜国务委员会委员长金正恩出席宪法颁布50周年纪念大会，并强调宪法在维护国家体制和推进自卫国防力量中的作用，为其上任以来首次出席宪法日纪念活动。